# Boyer (Saône-et-Loire)
Boyer is een gemeente in het Franse departement Saône-et-Loire (regio Bourgogne-Franche-Comté) en telt 639 inwoners (1999). De plaats maakt deel uit van het arrondissement Chalon-sur-Saône.

## Geografie
De oppervlakte van Boyer bedraagt 16,8 km², de bevolkingsdichtheid is 38,0 inwoners per km².
De onderstaande kaart toont de ligging van Boyer (Saône-et-Loire) met de belangrijkste infrastructuur en aangrenzende gemeenten.

## Demografie
Onderstaande figuur toont het verloop van het inwonertal (bron: INSEE-tellingen).